# Sally Carr

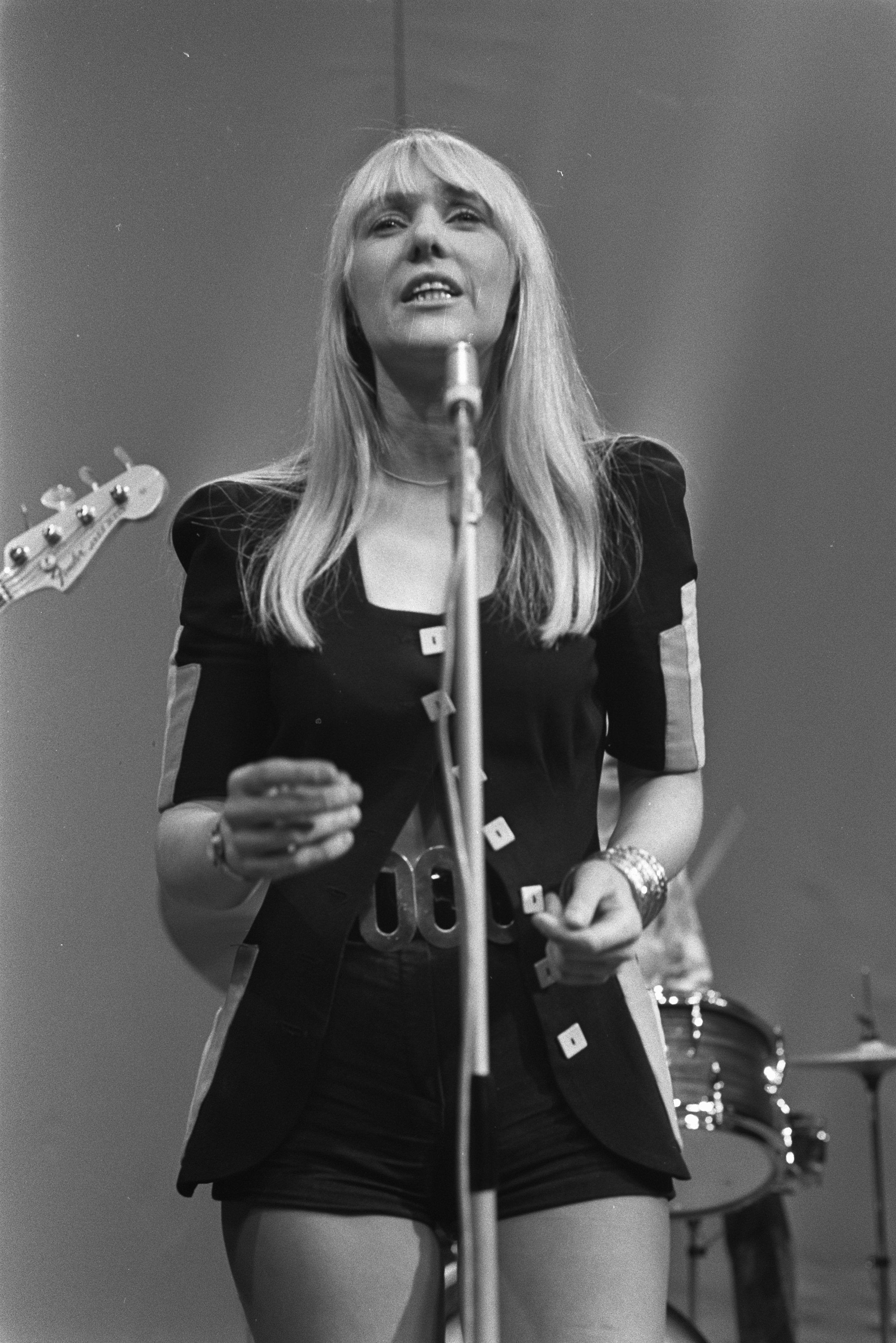
Sally Carr, 1972

Sally Carr (*  28. März 1945 in Muirhead, Schottland) ist eine britische Sängerin. Sie wurde Anfang der 1970er Jahre als Leadsängerin der Popgruppe Middle of the Road bekannt.

## Leben
Carr ist eines von fünf Kindern, sie hat vier Brüder. Ihr Vater war ein Bergmann. Ihre Mutter Cecilia war bettlägerig erkrankt. Die Familie versammelte sich häufig, um gemeinsam zu musizieren. Gleichwohl hatte Carr keine professionelle Gesangsausbildung. 1978 heiratete sie den Journalisten Chick Young, trennte sich jedoch bereits 1984 wieder von ihm, ohne sich scheiden zu lassen. Ihr 1980 geborener Sohn Keith kam im Januar 2001 bei einem Motorradunfall ums Leben.

## Musik
Die erste Band von Carr war The Southerners. 1970 wurde die Gruppe Middle of the Road gegründet und Carr hatte Erfolg mit Liedern wie Chirpy Chirpy Cheep Cheep und Sacramento. 1977 verließ sie die Band, um eine Solokarriere einzuschlagen.